# Pterospermum megalocarpum
Pterospermum megalocarpum är en malvaväxtart som beskrevs av Tardieu. Pterospermum megalocarpum ingår i släktet Pterospermum och familjen malvaväxter. Inga underarter finns listade i Catalogue of Life.